# 2SZ22 Bohdana
A 2SZ22 Bohdana (ukránul: 2С22 Богдана) ukrán 155 mm-es önjáró löveg. Alkalmas az M982 Excalibur lövedék tüzelésére.  

## Története
A Kramatorszki Nehézszerszámgépgyár (KZVV) fejlesztette ki a 2015–2018 közötti időszakban. A kramatorszki gyárban történt az eszköz minden tüzérségi komponensének az elkészítése, beleértve a NATO-szabvány szerinti 155 mm-es lövegcsövet is. A prototípus 2018 nyarára készült el és augusztus augusztus 9-én tesztelték először egy Pavlohrad környéki gyakorlótéren. Az eszközről először 2018. július 14-én jelentek meg nyilvánosan információk, majd a nagyközönség számára is látható volt a 2018. augusztus 24-i függetlenség napi díszszemlén Kijevben.
A jármű páncélozott vezetőfülkével rendelkezik. Az eszközből egy kísérleti példány készült. Az Ukrajna elleni 2022-es orosz invázió idején a löveg tesztelése zajlott. A löveget sikerült a hátországba menekíteni, majd átadták a harcoló alakulatoknak. A löveget a Kígyó-sziget visszafoglalása során használták, a szárazföldről lőtték vele a szigeteken állomásozó orosz erőket. 2023-ban további két darab volt látható Bahmutnál, valamint egy további, negyedik, Tatra alvázra szerelt példánya is ismert.
Továbbfejlesztett változata 2023 őszén volt látható először. Ez a löveg már töltőberendezéssel is rendelkezik. A jármű vezetőfülkéje megegyezik a Varta páncélozott járműveknél használt fülkével.
2023 nyarán rendszeresítették az Ukrán Fegyveres Erőknél. 2023 decemberéig kb. 30 darabot gyártottak. A havi gyártási kapacitás 6 darab jármű. A 2022 orosz inváziót miatt az önjáró löveget gyártó vállalat Kramatorszkból a kárpátaljai Perecsenybe helyezte át a tevékenységét. 2024-ben 154 darab készült, a gyártási ütem havonta körülbelül 10–20 darab.
2024 őszén mutatták be a löveg vontatott változatát, a Bohdana B-t, amelyhez a 2A36 Giacint–B vontatott löveg ágyútalpát használták fel kisebb módosításokkal.

## Jellemzői
Alvázként eredetileg a 6x6-os hajtásképletű KrAZ–63221 tehergépkocsi szolgált. 2023-tól a sorozatgyártású eszközök MAZ–6317 és Tatra 815-7 alvázra készülnek. 